# Kanton La Ferté-Saint-Aubin
Kanton La Ferté-Saint-Aubin is een kanton van het Franse departement Loiret. Het kanton maakt deel uit van het arrondissement Orléans.

## Gemeenten
Het kanton La Ferté-Saint-Aubin omvatte tot 2014 de volgende 6 gemeenten:
- Ardon
- La Ferté-Saint-Aubin (hoofdplaats)
- Ligny-le-Ribault
- Marcilly-en-Villette
- Ménestreau-en-Villette
- Sennely

Bij de herindeling van de kantos door het decreet van 25 februari 2014 met uitwerking op 22 maart 2015 werden daar aan toegevoegd :
- de gemeente Saint-Cyr-en-Val
- het deel van de gemeente Orléans dat zich niet in de kantons Orléans 1 tot 4 bevindt.